# (2454) Olaus Magnus
(2454) Olaus Magnus ist ein Asteroid des Hauptgürtels, der am 21. September 1941 von dem finnischen Astronomen Yrjö Väisälä in Turku entdeckt wurde. 
Der Asteroid wurde nach dem schwedischen Geistlichen und Kartographen Olaus Magnus benannt.